# Phil Donahue
Pour les articles homonymes, voir Donahue.
Phillip Donahue dit Phil Donahue est un animateur de télévision américain né le 21 décembre 1935 à Cleveland, Ohio (États-Unis) et mort le 18 août 2024.
Il est principalement connu pour avoir présenté pendant plus de 25 ans (1967-1996) The Phil Donahue Show, où il interviewait la plupart du temps des personnalités politiques, économistes, philosophes libéraux et conservateurs, tels Ayn Rand et Milton Friedman. Son talk-show a été la première émission-débat incluant la participation du public.

## Biographie
Donahue est né dans une une famille catholique de classe moyenne d'origine irlandaise à Cleveland (Ohio). Son père, Phillip Donahue, est un vendeur de meubles et sa mère, Catherine née McClory, vendeuse de chaussures de grands magasins. 
En 1949, il est scolarisé à l'école Notre-Dame des Anges de Cleveland. En 1953, Donahue quitte l'école secondaire St-Edward Lakewood, Ohio; Il est diplômé en administration des affaires de l'Université de Notre Dame en 1957.
Donahue manifeste son intérêt pour les médias au sein de la chaîne WNDU-TV, alors détenue par l'université. Il travaille ensuite comme annonceur remplaçant dans une station de radio et de télévision à Cleveland, avant de décrocher son premier poste comme directeur de l'information d'une station de radio locale à Adrian, dans le Michigan en 1958. En 1959, il est recruté comme journaliste pour les émissions de nouvelles télévisées de WHIO à Dayton, dans l'Ohio. En 1963, il est devenu l'animateur d'un talk-show radio, Conversation Piece, à la station de radio affiliée. Quelques années plus tard, il devient animateur d'un débat télévisé et la coanimateur des informations du soir.
En 1967, il part sur WLWD, une autre chaîne de télévision de Dayton, pour conduire une émission matinale, The Phil Donahue Show, au cours de laquelle il interviewe un invité et accueille un numéro ; ce sera la première émission de ce genre à se tenir en public. Rapidement, Donahue permet aux spectateurs du public de poser des questions aux invités. Mélangeant actualités et questions culturelles, l’émission devient si populaire qu’à la deuxième saison, le propriétaire de la station s'affilie à d’autres stations du Midwest pour la diffuser dans deux villes.
En 1974, Donahue part pour Chicago. Son émission est diffusée par WGN et rebaptisée Donahue. Son émission porte souvent sur un sujet d'actualité, et il est l'un des premiers à aborder des sujets controversés à la télévision nationale. Son auditoire national est estimé à quelque huit millions de personnes et il est particulièrement populaire parmi les femmes.
En 1985, il part installer son émission à New York. Mais plusieurs émissions concurrentes apparaissent, comme celles d'Oprah Winfrey ou de Sally Jessy Raphael. En outre, il prend des positions en faveur des Démocrates et contre la guerre, notamment la guerre du Golfe. Il est abandonné par les chaînes productrices de ses émissions sur la côte ouest à quelques semaines d'intervalle, et il enregistre son dernier show en 1996. Il reçoit le Daytime Emmy Award pour ses réalisations exceptionnelles cette année-là.
En 2002, la chaîne MSNBC lui confie quelque temps un talk-show sur le câble, mais l'émission n'est pas reconduite.
En 2007, il écrit et réalise avec Ellen Spiro Body of War , un film documentaire qui suit un ancien combattant paralysé de la guerre en Irak qui revient à la vie civile.

## Vie personnelle
Durant son premier mariage, Phil Donahue a eu cinq enfants (qui ont eu Vivian Maier comme nounou) avec Margaret Cooney (1958-1975) : Michael, Kevin, Daniel, Mary Rose, et Jim Patrick Donahue James (mort d'un anévrisme de l'aorte à 51 ans). 
Phil Donahue épouse l'actrice Marlo Thomas (fille de l'acteur / producteur Danny Thomas) le 21 mai 1980. Ils vivent à New York.

## Quelques faits marquants
Au cours des années 1980, il invite régulièrement dans les émissions Ryan White, un adolescent atteint du VIH et contribue à faire connaître au grand public américain les modalités de transmission du sida. Il se lie d'amitié avec le garçon et assistera même à ses funérailles en avril 1990.
En 1994, il a réussi à obtenir la permission d'un meurtrier reconnu coupable de filmer l'exécution légale du meurtrier dans la chambre à gaz. Les tribunaux ont toutefois refusé d'autoriser la FCC à retransmettre l'événement.
En juin 2013, Phil Donahue et de nombreuses autres célébrités sont apparus dans une vidéo pour signifier leur soutien à Chelsea Manning, condamnée pour avoir transmis des documents militaires classés secret défense à WikiLeaks, notamment sur la mort de civils pendant la guerre d'Afghanistan et concernant de la torture pendant la guerre d'Irak

## Filmographie
- 1978 : Danny Thomas : Jeune et fou (téléfilm) : son propre rôle.
- 1981 : Donahue and Kids [8](émission TV spéciale) : Animateur
- 1988 : Deadly Addiction (Dépendance mortelle), film de Jack Vacek : un agresseur dans l'allée
- 1988 : 1 Rue Sésame (émission spéciale), participant à la chanson : Put Down the Duckie (Reprise)
- 1992 : Donahue / Pozner (émission TV spéciale, issue d'une série d'émissions animées en duplex entre les États-Unis et la Russie) : Présentateur côté américain
- 1992 : Madame est servie (série TV), saison 8, épisode 15 : son propre rôle
- 1992 : 19e cérémonie des Daytime Emmy Awards : co-présentation avec l'actrice Susan Lucci
- 1999 : Frasier (série TV), saison 6, épisodes 12, 23 et 24 : Larry
- 2002 : Donahue (série TV) :
- 2007 : Body of War (documentaire) : Production, réalisation, scénario
- 2008 : Watching the Detectives : l'assassin du père Noël
- 2013 : Finding Vivian Maier (film documentaire) [9] : lui-même : il est interviewé car durant un an il a employé comme nounou, pour garder ses enfants, Vivian Maier, qui sera reconnue après sa mort comme une grande photographe.
- Des extraits des entretiens qu'il a réalisés figurent dans plus de 95 documentaires depuis le début de sa carrière[10].

## Ouvrages
- Donahue, My Own Story, de Phil Donahue, 183 pages, Simon & Schuster; BCE edition (1979), ASIN B000FMLHCI
- Cette fille et Phil: un initié raconte à quoi ressemble la vie dans la famille Marlo Thomas / Phil Donahue, de Desmond Atholl et Michael Cherkinian, 222 pages, St Martins Pr, 1990,  (ISBN 0312051697)

## Récompenses et nominations
- 1977, 1978, 1979, 1980, 1982, 1983, 1984, 1985, 1986, 1988: Daytime Emmy award du Meilleur animateur de talk-show, d'émission de variété et de services pour The Phil Donahue Show décerné par l'Académie nationale des arts et des sciences de la télévision
- 1981, 1987, 1989, 1990, 1991 : Nommé pour le Daytime Emmy award du Meilleur animateur de talk-show, d'émission de variété et de services pour The Phil Donahue Show décerné par l'Académie nationale des arts et des sciences de la télévision
- 1992, 1993, 1994, 1995, 1996 : Nommé pour le Daytime Emmy Awards du Meilleur animateur de talk-show, pour The Phil Donahue Show décerné par l'Académie nationale des arts et des sciences de la télévision
- 1981 : Gagnant du Peabody Awards
- 1982 : "Étoile de l'année" au Golden Apple Awards
- 1993 : il est intronisé au Temple de la renommée de l'Académie de télévision [11]
- 1993 : Emmy award spécial du Meilleur animateur de talk-show, pour The Phil Donahue Show
- 1996 : Emmy award spécial pour l'ensemble de sa carrière Lifetime Achievement Award
- 1996, Donahue a été classé no 42 sur 50 des plus grandes stars de la télévision de tous les temps.TV Guide.
- 2007 : Gagnant du meilleur documentaire au Festival international du film des Hamptons pour Body of War (2007)
- 2007 : Nommé au Festival international du film de Toronto pour Body of War (2007)
- 2008 : Nommé au PGA Awards come producteur exceptionnel de film cinématographique pour Body of War (2007)
- 2018 : Gagnant de l'OFTA TV Hall of Fame décerné par l'Online Film & Television Association, pour ses programmes de télévision